# Kjetil Saunes
Kjetil Saunes (* 22. Oktober 1962 in Ulsteinvik) ist ein norwegischer Bassist; er spielt außerdem auch Gitarre, Keyboards und Synthesizer.
Saunes begann seine Laufbahn als 19-jähriger Jazzmusiker und Mitglied einer Band mit Kjetil Bjerkestrand, Anders Viken und Eivind Aarset. Er spielte in den 1980er Jahren in der Rockband KGB aus Hamar und arbeitete längere Zeit mit Bjørn Eidsvåg zusammen. Mit Unni Wilhelmsen arbeitete er am Projekt Hurricans Eye (Album 2003).
1993 erschien sein erstes eigenes Album Lystyv, es folgten Fyr (1996), Arkana (1999) und Måne blek (2008). Daneben arbeitete er u. a. mit Eivind Aarset, Paolo Vinaccia, Per Hillestad, Bugge Wesseltoft, Nils Petter Molvær und Elisabeth Moberg zusammen.